# Broadway (film 1929)
Broadway è un film del 1929 diretto da Pál Fejös. Nel 1942, ne verrà fatto un remake dal titolo Ombre di Broadway, diretto da William A. Seiter.

## Trama

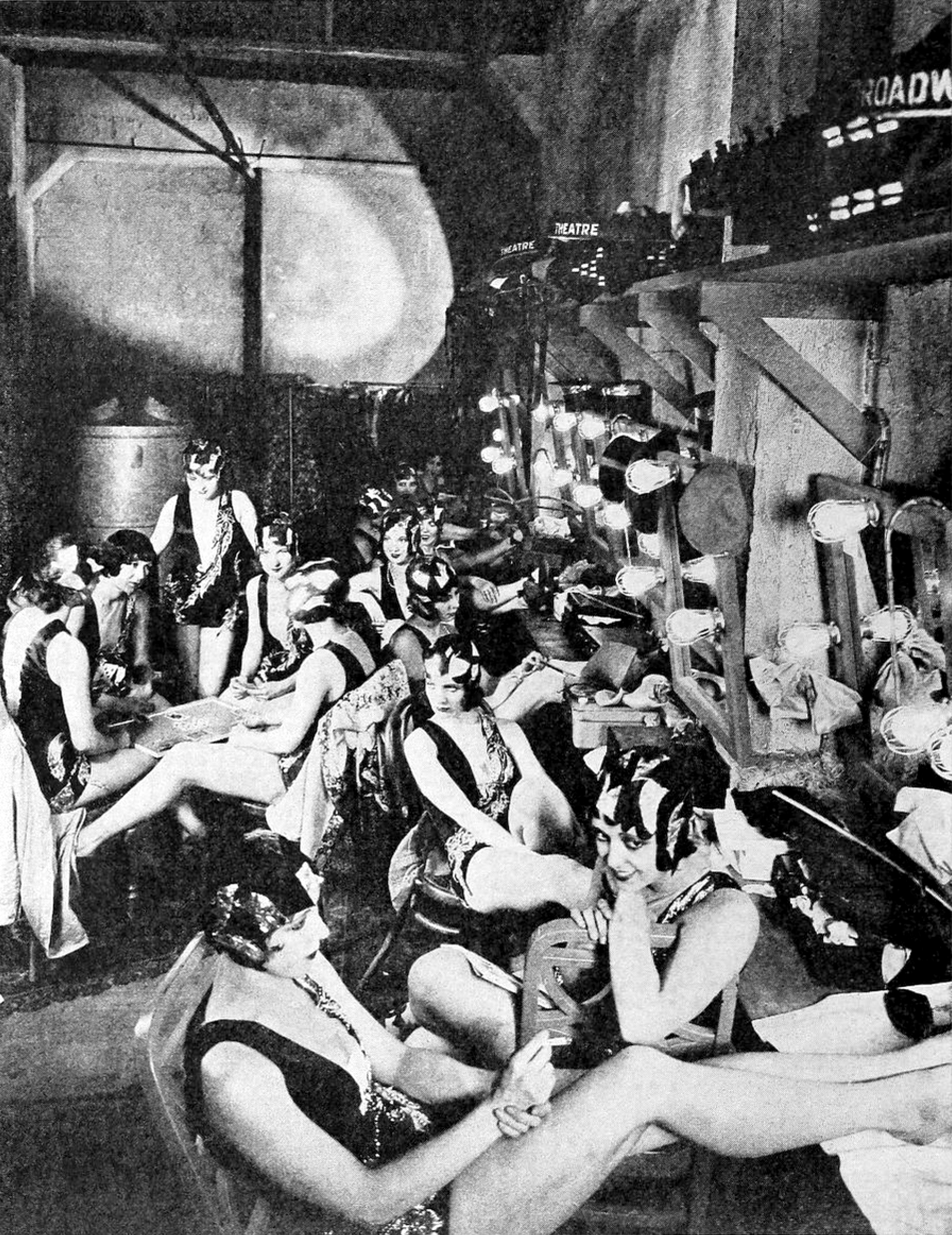
Il camerino del set. In terzo piano, al centro, è Merna Kennedy

Roy Lane e Billie Moore lavorano tutti e due in un locale notturno, il Paradise. Una sera, Billie arriva tardi al lavoro e Nick Verdis, il proprietario del nightclub minaccia di licenziarla ma la ragazza viene salvata dall'intervento di Steve Crandall, un contrabbandiere che ha delle mire sulla ragazza. Un concorrente di Steve, "Scar" Edwards, arriva al locale per una resa dei conti dopo essere stato derubato di un carico di liquori ma viene ucciso, colpito alla schiena. Steve regala a Billie un braccialetto per farle "dimenticare" quello che ha visto, ovvero lui che portava fuori dal nightclub un "ubriaco".

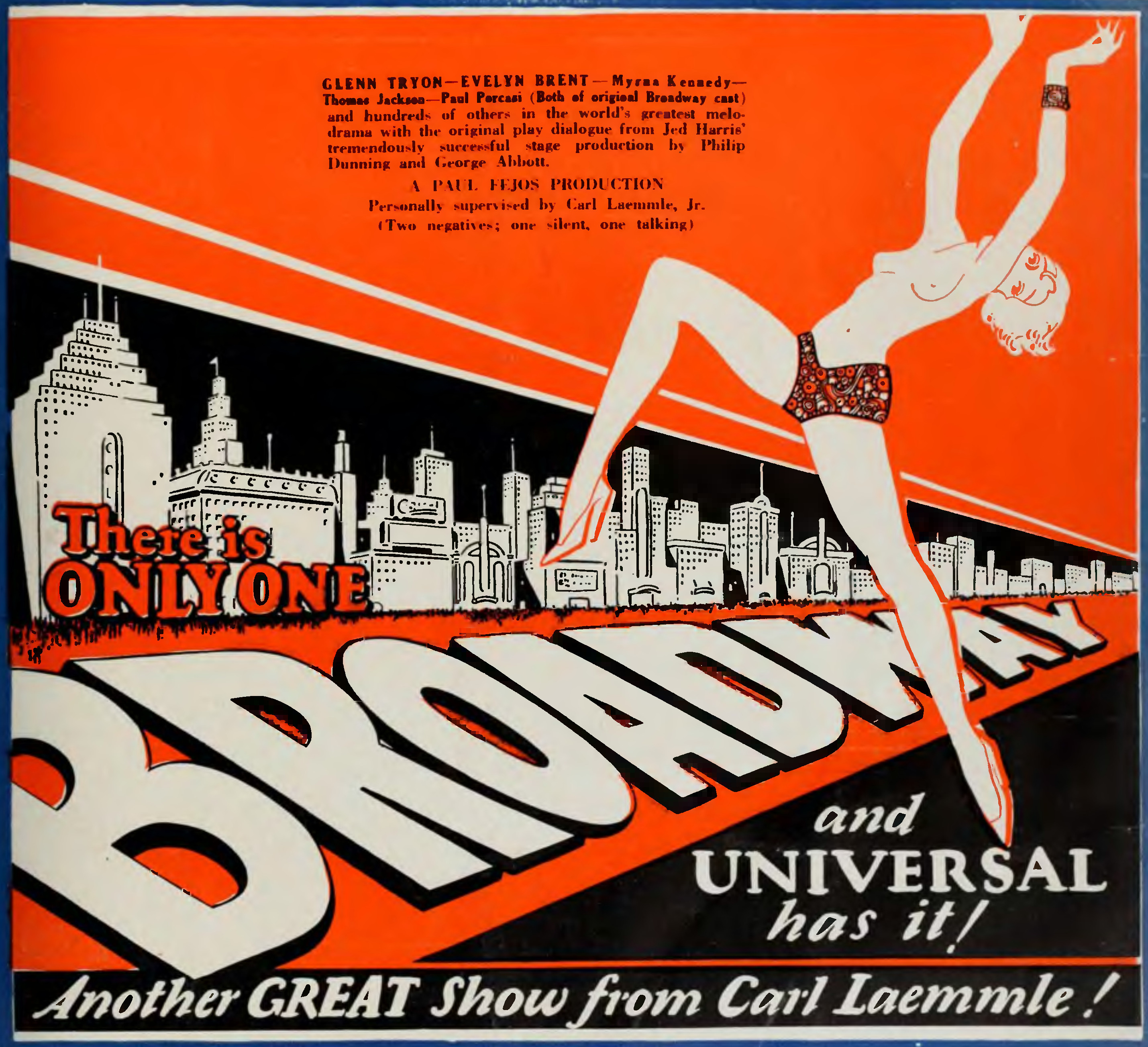
"Broadway" movie ad from The Film Daily, 1929

Per l'omicidio, viene arrestato Roy. Ma la testimonianza di Billie lo scagiona e Dan McCorn, il poliziotto, lo lascia andare. Steve uccide anche Verdis, il proprietario del Paradise. Billie è testimone dell'accaduto ma decide di stare zitta finché non si rende conto che la prossima vittima sarà Roy. Decide allora di andare alla polizia, ma viene prevenuta da Steve che la rapisce. Il gangster confessa a Pearl di essere stato lui a uccidere Edwards. Pearl lo affronta e lo uccide. McCorn, trovando il corpo di Steve nell'ufficio dove la ragazza gli ha sparato, insiste nel dire che l'uomo si è suicidato. Scagiona in questo modo Pearl e lascia che Roy e Billie possano vivere in pace la loro storia d'amore.

## Produzione
Il film fu prodotto dall'Universal Pictures, con un budget stimato in 1.000.000 dollari. Fu il primo film dell'Universal con sequenze Technicolor.

## Distribuzione
Distribuito dalla Deutsche Universal-Film e dall'Universal Pictures, il film uscì in Germania nel 1929, negli Stati Uniti il 27 maggio 1929.

### Date di uscita
IMDb
- Germania 1929
- USA 27 maggio 1929
- Giappone ottobre 1929
- Portogallo 19 agosto 1930

Alias
- Broadway Austria / Germania / Portogallo
- Broadway - An der Todesecke der 135. Straße Austria
- Salaperäinen Broadway Finlandia